# Schönhaid (Waischenfeld)
Schönhaid ist ein Gemeindeteil der Stadt Waischenfeld im Landkreis Bayreuth (Oberfranken, Bayern). Schönhaid liegt in der Gemarkung Seelig.

## Geografie
Der Weiler Schönhaid steht im zentralen Teil der Fränkischen Schweiz im Süden einer Hochebene, die vom Aufseßtal weniger als zwei Kilometer im Südwesten und dem Wiesental etwa drei Kilometer im Osten und etwa zweieinhalb Kilometer im Südosten begrenzt wird. Seine Nachbarorte sind Breitenlesau im Norden, Hubenberg im Nordosten, Heroldsberg im Osten, Saugendorf im Südosten, Gösseldorf im Süden, Seelig im Westen und Siegritzberg im Nordwesten. Schönhaid ist von dem viereinhalb Kilometer entfernten Waischenfeld aus über die Staatsstraße 2191, die Kreisstraßen BT 34 und BT 35 sowie eine kurze Stichstraße erreichbar.

## Geschichte
Bis zur Gebietsreform in Bayern war Schönhaid ein Gemeindeteil der Gemeinde Seelig im Landkreis Ebermannstadt. 1961 hatte Schönhaid 28 Einwohner und bestand aus drei Wohngebäuden. Am 1. Januar 1971 wurde Schönhaid zu einem Gemeindeteil der Stadt Waischenfeld.